# Dicranum petrophylum
Dicranum petrophylum là một loài rêu trong họ Dicranaceae. Loài này được G. Negri mô tả khoa học đầu tiên năm 1908.